# Los tres chiflados (película de 2012)
The Three Stooges (Los tres chiflados en español) es una película estadounidense estrenada en 2012 del género de comedia slapstick, basada en la popular serie de cortos de mediados del siglo XX, realizada por el trío cómico "Los tres chiflados". Sin embargo, toda la historia fue adaptada para colocarlos en un entorno moderno, siendo los únicos vestigios de los originales sus caracterizaciones y sus vestimentas. De igual forma, el humor que utiliza es mucho más irreverente que el conocido y es una adaptación del videojuego  del 1987.
La película fue producida, escrita y dirigida por los hermanos Farrelly  (Peter y Bobby) y coescrita por Mike Cerrone.
Los protagonistas son Chris Diamantopoulos, Sean Hayes y Will Sasso, recreando los epónimos personajes interpretados por Moe Howard, Larry Fine y Curly Howard. La cinta también presenta la destacada actuación de la actriz y modelo colombiana Sofía Vergara.
Después de más de una década de problemas de proyección, el rodaje se llevó a cabo entre agosto y octubre de 2010. La película fue estrenada el 13 de julio de 2011 en Estados Unidos, y está clasificada PG en ese país por el sistema de clasificación de la MPAA (debido a la violencia de acción slapstick, algo de humor grosero y sugerente, incluyendo el lenguaje).
La película ha sido criticada por sectores más conservadores, por el anticatolicismo manifiesto en cierta agresión a la envestidura religiosa de las monjas.

## Trama
Los Tres Chiflados se estructura en tres actos o "episodios" relacionados, con una duración de 27 minutos cada uno, los cuales simulan los cortometrajes originales conocidos. Adicionalmente, se agrega un breve epílogo con una advertencia sobre las escenas slapstick.

### Episodio 1:More Orphan Than Not(Más Huérfano Que Nunca)
La historia inicia en el Orfanato de la Misericordia en Atlanta, administrado por religiosas católicas. Moe, Larry y Curly fueron arrojados a las puertas del orfanato desde un automóvil en marcha, lo que causó estragos en el lugar y han dejado las monjas con temor.
Diez años después, cuando una pareja potencial viene a adoptar a un niño, las monjas le aportan el trío a su disposición sólo tres, aunque luego entra en escena otro niño, Teddy. La pareja decide a recoger Moe, pero cuando éste les solicita que adopten también a Larry y Curly, dan marcha atrás y lo regresan al orfanato, y eligen a Teddy en su lugar.
Veinticinco años más tarde, el trío sigue viviendo allí y tratan de ayudar en las labores domésticas y en el cuidado de los niños, sin embargo, causan algunos accidentes. Hay una niña enferma llamada Murph. Peezer, de siete años, un amigo de Murph, cuenta que se han llevado a su hermano Weezer a un hogar adoptivo.
Cuando el obispo de la diócesis cuenta que el orfanato va a cerrar a menos de que puedan recaudar $ 830.000 en 30 días, el trío se ofrece como voluntario para salir y tratar de conseguir el dinero de alguna manera.

### Episodio 2:The Banana Split(Bananas a Correr)
Una trama secundaria trata de una mujer llamada Lidia, quien quiere matar a su marido para pueda estar con su amante y heredar su fortuna.
Ella le ofrece a pagar el trío el dinero que necesitan para el orfanato, a cambio de asfixiar con una almohada a su verdadero esposo. Ellos aceptan la proposición y creen que el amante es el esposo. Tras un accidente causado por el trío, Mac (el amante) es atropellado y termina internado en el hospital. Cuando tratan de visitarlo para terminar el trabajo, son perseguidos en todo el hospital y escapan saltando desde el tejado con una manguera de bomberos.
Ellos terminan cayendo encima de un crecido Teddy (el amigo del orfanato), quien los invita a su fiesta de aniversario de bodas. En la confusa trama resulta que Lydia es la esposa de Teddy, y quería matarlo a él para poder estar con su amante y heredar la fortuna de Teddy. Por eso, anteriormente, cuando ella contrata a los chiflados, les dice que lo maten asfixiándolo mientras duerme y que no prendan la luz porque supuestamente, sufría de una enfermedad incurable que acabaría con él. Mac, para no morir, cuando los chiflados intentan matarlo en el hospital ya que se habían creído la mentira, les dice que milagrosamente el accidente lo curó de su enfermedad.
En el siguiente esquema para recaudar dinero Los Tres Chiflados tienen que vender un criadero de salmón, pero lo colocan estúpidamente en un campo de golf, con todos los peces dispersos por el terreno y regándolos como si fueran plantas. Con ello se inicia una nueva persecución fuera del campo de golf y se esconden en algún lugar oscuro, donde tienen una gran discusión y lucha slapstick, y con lo que Moe decide separarse de Larry y Curly.
Después de hacerlo y sin percatarse, todos ellos estaban en un escenario delante de un equipo de audición, que selecciona Moe para ser el nuevo miembro de elenco del programa televisivo Jersey Shore como "Dyna-Moe".

### Episodio 3:No Moe Mister Nice Guy(No Más Cortesías)
Larry y Curly se llevan muy bien, sin Moe, pero deciden ir a buscarlo, en primer lugar regresan al orfanato, donde descubren que Murph que está grave, pero no ha sido llevada al hospital debido a que el orfanato no tiene seguro médico.  Nadie va a asegurar el orfanato, debido a los numerosos accidentes y lesiones del trío, y por los $ 830.000 dólares que se necesita con el fin de volverse a presentar el seguro y salvar al orfanato para que los niños no sean trasladados a hogares, aunque solo quedaban Murph y Peezer.
Finalmente, ambos van a Jersey Shore para reunirse con Moe, y todos ellos llegan a la fiesta de aniversario de Teddy para frustrar el complot de asesinato, sólo para descubrir que el padre adoptivo de Teddy, un abogado de gran renombre, fue el verdadero cerebro y auténtico amante de Lidia. Se casó por el dinero y se enfureció al saber que la fortuna familiar fue dejada a Teddy y no a él, cuando la madre de Teddy murió años antes en un accidente de caza. Lidia no amaba a Mac, que, a su vez, era el mejor amigo de Teddy, solo lo utilizó para que funcionara mejor el plan.
Cuando son amenazados con una pistola por el padre de Teddy y son secuestrados,  el auto termina en el agua cuando la rata mascota de Curly los distrae. Entonces, todos ellos escapan cuando Curly enciende el gas del auto con unos fósforos resistentes al agua, haciendo una explosión para volar por las ventanas.
Una vez de vuelta a la tierra, Lidia, su amante y el padre adoptivo de Teddy son arrestados, y Teddy les da las gracias al trío por salvarlo del complot, y les ofrece una recompensa. Al ser solicitado $ 830.000, por el trío, los rechaza, diciendo que él se niega a ayudar el mismo orfanato que le dio a un padre que casi trató de matarlo, entre otras cosas en los últimos años.
Tres meses más tarde, el trío, de regreso al orfanato, lo encuentra vacío, pero a medida que empiezan a llorar por sentirlo como un fracaso, escuchan a los niños reír y nadar. Al investigar, se dan cuenta de que un orfanato totalmente nuevo y mucho más moderno se construyó al lado, completo con una piscina y pista de tenis, entre otras cosas, para que los niños de entretengan.
Pronto aprenden que el dinero obtenido de Moe en Jersey Shore ha ayudado a pagar los $ 830,000 y, junto con la colaboración del elenco del programa, ayudaron a poner la cuota inicial en el nuevo lugar.
El ejecutivo que tiene Moe en Jersey Shore también ha ofrecido el trío un contrato para un nuevo programa llamado "Chiflados vs. Monjas". Murph es presentada perfectamente bien de su enfermedad, esta era debido a un exceso de hierro en el agua (que Larry siempre había sospechado, pero nadie lo escuchó), y que ella, junto con los hermanos Peezer y Weezer (este último creían que había sido perdido para siempre a un hogar de acogida), quienes serán adoptados por Teddy (quien finalmente aportó dinero para el orfanato) y su nueva esposa, Ling, que es infértil.
Al final, después de causar un accidente más, el trío corre y rebota en trampolines y caen fuera del orfanato en caballos, en el que viajan fuera lejos del lugar, poniendo así fin a la película.

### Epílogo
Justo antes de los créditos, se aprecia un epílogo con un sentido de advertencia y dirigido a niños o personas potencialmente influenciables con la excesiva violencia física de la película.
Presenta dos jóvenes actores (Antonio Sabato Jr. y Justin López) en representación de los hermanos Farrelly, explicando que todas las acrobacias fueron realizadas por profesionales, mostrando que los martillos utilizados para el trío en la película son de goma o espuma, y demostrando la técnica del tan conocido truco del piquete en los ojos (efectuado en realidad en las cejas), y asesoran a los niños a no probar ninguna de las maniobras vistas en el hogar.
Durante los créditos finales hay un vídeo musical mostrando a los Chifllados y a la hermana Rosemary (Jennifer Hudson) que interpretan "It´s a shame", originalmente grabada por The Spinners en 1970, intercalados con fragmentos de escenas eliminadas y un par de tomas breves. Aunque la canción se atribuye a "The Spinners and The Three Stooges", las propia voz distintiva de Hudson (al igual que su actuación) también pueden ser apreciadas.

## Reparto
- Chris Diamantopoulos como Moe.
- Skyler Gisondo el joven Moe.
- Sean Hayes como Larry.
- Lance Chantiles-Wertz el joven Larry.
- Will Sasso como Curly.
- Robert Capron el joven Curly.
- Sofía Vergara, como Lidia, la esposa de Teddy, ella quiere aprovecharse de los Chiflados.
- Brian Doyle-Murray, como Monseñor Ratliffe, un influyente sacerdote católico que autoriza el cierre del orfanato.
- Jane Lynch como la Madre Superiora, la monja que dirige el orfanato.
- Larry David, como la hermana Mary Mengele, una importante monja en el orfanato, y tiene un odio personal hacia el trío.
- Jennifer Hudson como la hermana Rosemary.
- Kate Upton como la hermana Berenice.
- Caitlin Colford como una monja.
- Lin Shaye como una enfermera de la guardería.
- Avalon Robbins como Murph, una niña del orfanato que sufrió envenenamiento por hierro.
- Kirby Heyborne como Teddy.
- Stephen Collins como el Sr. Harter, el padre adoptivo de Teddy, el amante de Lidia.
- Carly Craig como la señora Harter, la madre adoptiva de Teddy.
- Craig Bierko como Mac, "uno de los pesos pesados que tratan de explotar a los Stooges", el supuesto amante de Lidia.
- Isaiah Mustafa como ejecutivo de la cadera de Moe.
- Dwight Howard, como él mismo.
- Nicole "Snooki" Polizzi  como ella misma.
- Mike "The Situation" Sorrentino, como él mismo.
- Jennifer "Jwoww" Farley como ella misma.
- Ronnie Ortiz-Magro, como él mismo.
- Paul "Pauly D" Delvecchio como él mismo.
- Samantha "Sweetheart" Giancola como ella misma.
- Justin López como Peter.
- Antonio Sabato Jr. como Bobby.

## Producción

### Filmación
A excepción de algunas escenas aisladas, la filmación tuvo lugar íntegramente en la ciudad de Atlanta, Georgia, o en otras locaciones del estado, por alrededor de 6 meses.
Con un presupuesto reportado de $ 30 millones,  el rodaje comenzó el 9 de mayo de 2011, en el centro de Atlanta, y concluyó el 20 de julio de 2011.  Las escenas fueron rodadas en el distrito histórico Fairlie-Álamo en la esquina de Peachtree St., Edgewood Avenue y San Decatur en la tarde y la noche del 13 de mayo y se regresó al día siguiente. El 26 de mayo, el rodaje tuvo lugar en Stone Mountain Park en Atlanta.  Otras localizaciones incluyeron Piedmont Park y Colony Square.
En junio, la producción se trasladó a Cartersville, Georgia donde se hicieron las tomas cerca de Woodland High School.
Después de que el elenco de Jersey Shore llegó el 18 de julio de 2011, se filmaron escenas en el Centro Cívico de Atlanta. Durante los dos últimos días de rodaje, las filmaciones se tomaron en el Ansley Park.
El rodaje concluyó el 22 de julio de 2011 en el Miami Seaquarium, un popular parque de la fauna marina situado en la Florida, donde se captaron las escenas en su tanque de delfines.

### Concepción de la película
Aunque gran parte de Los Tres Chiflados se compone de rutinas que son un simple pastiche o copia inspirada en los Stooges originales, algunas escenas fueron tomadas directamente de al menos cuatro cortos realizados por ellos, en concreto de "Three Little Beers" (1935), "They Stooge to Conga" (1943), "Busy Buddies" (1944) y "A Pain in the Pullman" (1936).
De igual forma, todos los efectos de sonido fueron utilizados basándose en los cortometrajes de Columbia Pictures, para darle cierta autenticidad. En ses sentido, recrea los clásicos e inconfundibles ruidos de los Tres Chiflados (incluidos "boinks", chasquidos de dedos y palmadas), los cortes de pelo y otros "Chifladismos", entrelazándolos con actitudes y situaciones de hoy en día y con referencias a la cultura pop estadounidense.
La trama general parece tomar prestados elementos de un videojuego del mismo nombre lanzado en 1987, donde también los Stooges recaudan dinero para salvar un orfanato.

## Recepción

### Recepción de la crítica
En términos generales, las opiniones de Los Tres Chiflados fueron mixtas. En la actualidad tiene una calificación de 51% en Rotten Tomatoes, sobre la base de 105 comentarios, y una nota media de 5.3/10. Entre los críticos más importantes, sino que también tiene una calificación de 50%, basado en 26 críticas.
También tiene una puntuación de 56 sobre 100 en Metacritic, sobre la base de 26 críticos, lo que indica "críticas mixtas o media". A pesar de las críticas mixtas, Diamantopoulos, Hayes, y Sasso recibieron elogios de los críticos y los fanes por sus actuaciones de Moe, Larry y Curly.
Todd McCarthy de The Hollywood Reporter la describió como "[una] divertida resucitación de buen corazón de los queridos cabezas de chorlito de baja estatura de Hollywood", y Dargis Manohla de The New York Times tuvieron una opinión similar con la agradable caracterización de Moe, Larry y Curly y el arte del engaño del ojo".
Spill.com le dio a la película una revisión bastante buena, insistiendo en que el filme es ideal para familias, y los fanes del hardcore Stooge no quedarán decepcionados. También pasó a elogiar a los actores para su representación de Los Tres Chiflados, diciendo que el parecido de ellos es asombroso, y tal vez incluso merecen un digno Óscar.
Roger Ebert le dio a la película de 2 ½ de 4 estrellas, afirmando que "Los hermanos Farrelly han hecho probablemente la mejor película de The Stooges en lo que es posible hacer en el año 2012, y tal vez la mejor desde las que realizaron ellos mismos".
Algunos críticos, sin embargo, se quejaron de las obligadas referencias a la cultura pop como cameos de miembros del reparto de Jersey Shore, que se hicieron presumiblemente para asegurar que la película tendría un atractivo joven y no ser simplemente un viaje de nostalgia por mayores audiencias.
Betsy Sherman de The Boston Phoenix le dio 3 de 4 estrellas, diciendo que era "divertida y fiel", y añadió que la película contiene "historias que podrían haber adornado los cortos de los 1930’s  (recaudar dinero para salvar un orfanato, tropezar con una mujer codiciosa de dinero), traídas al presente e imaginar cómo habían interpretado conceptos modernos (salmón de crianza)".
Peter Travers de la revista Rolling Stone le dio 2 estrellas de 4, comentando que "la película es una mezcla. Los gags no florecen con la repetición. The Stooges fueron siempre mejor en pequeñas dosis, y 90 minutos de PG nyuk-nyuk-nyuk puede parecer una eternidad. Para los Farrelly, Los Tres Chiflados es una labor de amor. Para los no creyentes, es simplemente un trabajo". Travers también elogió el reparto, indicando que "Los actores merecen a pleno pulmón un woo-woo-woo!" y agregó que "Hayes, Sasso y Diamantopoulos hicieron por ellos mismos unos Stooges orgullosos".
Bill Wine de KYW News Radio 1060 en Filadelfia, comentó que "nadie va a confundir a Los Tres Chiflados con una película trascendental en el corto plazo, pero los Farrelly captan y reproducen el espíritu anárquico y la esencia desinhibida de los Stooges (…)  y nos recuerdan por qué tenían tal poder sobre algunos de nosotros en las últimas décadas; los tres conductores son expertos imitadores-. especialmente Hayes... ellos se vuelven admirables...".

### Controversias
Bill Donohue, presidente de la Liga Católica por Derechos Religiosos y Civiles en los Estados Unidos, publicó una declaración condenando a la película por su retrato irrespetuoso hacia los católicos, específicamente a las religiosas presentadas. Donohue indicó que la película es la evidencia de la creciente hostilidad hacia la religión y a los católicos en Hollywood, al comentar: "En la década de 1950, Hollywood solía evitar imágenes crudas y era respetuoso de la religión. Hoy en día, se especializa en la crudeza y destroza el cristianismo, especialmente el catolicismo”. Donohue agregó que la película "no es sólo otro remake: es un marcador cultural de importancia sociológica, y lo que dice acerca de la forma en que ha cambiado no es alentador".
Donohue señala en particular dos personajes en los que la película se lleva al límite con monjas inusuales, retratadas por el traje de baño de la modelo Kate Upton y la caracterización de Larry David, creador del programa Curb Your Enthusiasm. Ambos son posibles causas de infracción por diferentes razones, como informa Moviefone: "En The Stooges, David interpreta a la hermana Mary-Mengele. El nombre es un guiño al nazi Josef Mengele, un oficial de las SS que decidió los destinos de los prisioneros en Auschwitz. En cuanto a Upton, no es tanto el nombre de su personaje - hermana Berenice -, como es su atuendo. Durante una escena, la modelo en traje de baño de Sports Illustrated se viste con un bikini muy revelador, junto con un gran rosario alrededor del cuello".
Mientras tanto, Kate Upton afirmó: "Yo no soy católica. Pero, ciertamente, puedo entender por qué mis amigos católicos se sienten ofendidos por la nueva película Tres Chiflados".
Para resolver el problema, los hermanos Farelly retomaron de nuevo la escena final de una forma más discreta, con Larry señalando a la hermana Berenice, todavía con el "monja-Kini", pero sentada en el servicio de salvavidas en la piscina del orfanato. La escena cuestionada, aunque aparece en el tráiler, fue eliminada de la película.

### Taquilla
Los Tres Chiflados tuvo un fin de semana sólido, ganando 17,1 millones dólares y el segundo por detrás de su debut de Los juegos del hambre.
A partir del 8 de julio de 2012, la cinta ha recaudado $ 43,913,204 en los Estados Unidos y Canadá, superando a su presupuesto, estimado en unos $ 30,000,000.

## Tráiler
El tráiler promocinal (avance)  lanzado en Estados Unidos contiene numerosas diferencias sobre el resultado final de la película, probablemente motivado por el morbo y posibles controversias que iba a generar en la audiencia.
Este incluye tomas alternativas de varios gags (como cuando Moe golpea a Larry con un martillo y le pregunta si él tiene un dolor de cabeza; una versión diferente del gospel infantil "This Little Light of Mine"), y un clip que no aparece en la película de la hermana Berenice (Kate Upton) saliendo en traje de baño de la piscina y los Stooges haciendo una broma acerca de que si ha cambiado su peinado.

## Lanzamientos
Los Tres Chiflados fue lanzado en DVD y Blu-ray el 17 de julio de 2012.
La versión incluye extras como cortometrajes detrás de las escenas, una prueba de pantalla con los tres actores principales en una escena posterior y tomadas de nuevo para la película, y una selección de escenas eliminadas.
Es de destacar la inclusión del tráiler que, como se mencionó anteriormente, contiene numerosas diferencias en comparación con el producto final.

## Sobre las traducciones de los títulos de las películas
Obviamente, los títulos originales de las películas no siempre son traducidos a los distintos idiomas en forma más o menos literal. Al contrario, en muchos casos priman intereses comerciales y publicitarios en estas traducciones, así como modismos locales no conocidos por igual en países con un mismo idioma oficial.
Incluso no es muy raro que una misma película tenga diferentes títulos en diferentes grupos de países, a pesar de que en ellos se hable un mismo idioma.
Así por ejemplo, muchos filmes usan un título para España, y otro distinto para Hispanoamérica, y de ello pueden darse numerosos ejemplos: (A) Unknown traducido como  Desconocido en Hispanoamérica y como Sin identidad en España; (B) Brave conocido como Indomable en España y como Valiente en Hispanoamérica.
La presente película también sirve de ejemplo en este sentido, ya que lleva un título para Francia, y otro diferente para el Canadá francófono.
El propio término "Chiflado" sin duda es muy hispanoamericano, y en inglés tal vez no hay algo exactamente equivalente, a no ser por "Loon", que por lo general se traduce como "lunático".
Por su parte, el popular término "Stooge" del idioma inglés literalmente significa "secuaz", o sea, una persona que no tiene un carácter propio, que es pasivo, y que en buena medida se aleja del concepto de "chiflado" vigente en Hispanoamérica. Tal vez para buscar más gancho comercial al film, en español se optó por la traducción ya señalada.